# ليوبولد أكرمان
ليوبولد أكرمان (بالألمانية: Leopold Ackermann)‏ هو عالم إنسان نمساوي، ولد في 17 نوفمبر 1771 في فيينا في النمسا، وتوفي بنفس المكان في 9 سبتمبر 1831.